# Spring Love
"Spring Love" (também apresentado como Spring Love (Come Back to Me)) (em português:  Amor de Primavera (Volte para Mim)) é o terceiro single do álbum Party Your Body, lançado pelo cantor de freestyle Stevie B em 1988. A canção conseguiu um sucesso maior em relação ao single anterior, quase chegando ao Top 40 da Billboard Hot 100, alcançando a posição #43. É também uma das canções mais populares de Stevie B e também do gênero freestyle. O videoclipe foi dirigido por David Fasano.
Em 2007, Stevie B regravou a canção com a participação do rapper Pitbull, que foi incluída no álbum The Terminator.

## Impacto na Cultura Popular
Em 2003, o cantor de funk carioca, MC Fornalha lançou o single "Paga Spring Love", inspirado na canção de Stevie B, a expressão "Spring Love" ganhou conotação sexual, passou a ser um sinônimo de sexo oral.
Entretanto em 1993 ( portanto 10 anos antes ) a Furacão 2000 lança uma coletãnea de hits nacionais do mesmo estilo musical onde se encontra uma paródia de Spring Love intitulada Melô ( Rap ) do Faz Quem Quer, de autoria dos MCs Danda e Taffarel.

## Faixas
7" Single - Espanha
| N.º | Título        | Duração |  |
| 1.  | "Spring Love" |         |  |
| 2.  | "I Need You"  |         |  |

7" Single - Estados Unidos
| N.º | Título                                          | Duração |  |
| 1.  | "Spring Love (Come Back to Me)" (Short Version) | 3:48    |  |
| 2.  | "Spring Love (Come Back to Me)" (Long Version)  | 4:56    |  |

CD Maxi Single - Alemanha
| N.º | Título                                                      | Duração |  |
| 1.  | "Spring Love (Come Back to Me)" (Radio Mix)                 | 4:56    |  |
| 2.  | "Spring Love (Come Back to Me)" (Club Mix)                  | 5:56    |  |
| 3.  | "Spring Love (Come Back to Me)" (Dub)                       | 6:18    |  |
| 4.  | "Spring Love (Come Back to Me)" (Short Version)             | 3:48    |  |
| 5.  | "Spring Love (Come Back to Me)" (Per Capella & Bonus Beats) | 3:22    |  |

## Desempenho nas paradas musicais
| Parada musical (1988)                               | Melhor posição |
| --------------------------------------------------- | -------------- |
| Estados Unidos (Billboard Hot 100)                  | 43             |
| Estados Unidos (Hot Dance Music/Club Play)          | 5              |
| Estados Unidos (Hot Dance Music/Maxi-Singles Sales) | 2              |

## Covers
- Em 1995, o cantor Abdullah lançou sua versão no álbum Depende de Nós.
- Em 1998, o cantor Captain G.Q. lançou sua versão no álbum Planet Freestyle ∙ Volume 3.
- Em 2003, o cantor Huey Dunbar lançou sua versão (em espanhol e inglês) no álbum Music for My Peoples.
- Em 2008, o cantor Latino lançou sua versão, que contem a participação de Stevie B, no álbum Junto e Misturado.